# トミー・ユン
トミー・ユン（英: Tommy Yune、ハングル表記朝鮮語: 토미  윤 、漢字変換 「尹泰 善」、愛称「ユーニー」" Yoonie "）は、韓国人の漫画家である。アメリカ合衆国在住。

## 人物
トランスフォーマー、科学忍者隊ガッチャマン（Battle of the Planets）、ロボテックなどの古典的なテレビアニメ・シリーズを始めとするアニメーション産業のリメイク版の潮流に続いた『スピード・レーサー・シリーズ（Speed Racer）』（マッハGoGoGo）の漫画化である『スピード・レーサー：天性のレーサー』(Speed Racer: Born to Race)（直訳：「競走の為に生まれてきた」）への日本漫画流儀の英語漫画（OELマンガ）描画作業によって知られるようになった。
テレビゲームに於けるクレジットタイトルは、キャラクターデザイナーとしての「FX ファイター」、「ロボテック：バトルクライ」（Robotech: Battlecry）、および受賞を受けたジャーニーマン（熟練職人）・プロジェクト/The Journeyman Projectシリーズを含んでいる。
初の漫画作品は、1992年の擬人観のカルトシリーズ『バスター・ザ・アメージング・ベアーズ』（Buster the Amazing Bear（直訳：「やんちゃな不思議な熊たち」）を処女作として、何年かの後にテレビゲーム・デザイナーとして「ワイルドストーム・プロダクション」（Wildstorm Productionsで主宰者のジム・リー（Jim Lee）に参加した。
1999年に『スピード・レーサー（Speed Racer）』（邦題：『マッハGoGoGo』）を描いて、イラストを図説した後に、2000年には日本漫画流儀の英語漫画（OELマンガ）のミニシリーズ、「覆面レーサーX」（Racer X、更に2001年には「あられもない脚線美のセクシーギャルが跳ね回るような」お色気スパイ・アクション・ガール漫画 「デンジャー・ガール：カミカゼ」（Danger Girl: Kamikaze（Kamikaze）、日本語の対訳語彙による変換は「危ない少女：神風・旋風」）を仕上げた。
原典の「スピードレーサー」もまた、2000年に再出版された際、グラフィック・ノベルとして「天性のレーサー」（Born to Race、直訳「レース／競走のために生まれてきた）と副題を与えられて出版された。
長編アニメーションにおける処女作は、ケビン・アルティエリ（Kevin Altieri）のGen13（正確な表記は上付き数字の『Gen¹³』）のコンピュータグラフィックス（CG）オープニング動画を作成したことであった。
2001年にワイルドストーム・プロダクション（Wildstorm Productionsを退社。）し、ハーモニーゴールド USA（Harmony Gold USA）社の『ロボテック・シリーズの再展開（再起動）』プロジェクトに伴い、同社のクリエイティブ・ディレクターの役職に就任した。
兄の「スティーブ・ユン」（Steve Yun）（彼の兄弟である『ロボテック公式ウェブページ』のウェブマスター）に参加した。
ロボテック・シリーズの物語（サーガ）の後方支援スタッフの1人であり、同時に『ロボテック：シャドウ・クロニクル』（影の年代記）の映画監督でもある。

## アニメエキスポ 2007 「パイ投げ」事件
カリフォルニア州ロングビーチにおいて、2007年開催された「アニメ・エキスポ 2007」の開催4日目である7月2日に、「ミスター・シラー」という名前を持ち、かねてよりロボテック公式ウェブサイト（Robotech.com）のフォーラムに、「キーロン・プライム」（Khyron‐Prime）というユーザー名というユーザー名で出入りしていた、この複数の名前を持つ不満鬱憤を抱えた、ある男性のコアなロボテックファンは、ホイップクリームを大量に盛ったアルミ箔製のパイ皿（プレート）をパイ投げし、遠距離にもかかわらず、意図した通りトミーの顔に命中した。
シラーの意図した主攻撃対象は、ハーモニーゴールド USAの従業員とロボテック公式ウェブサイト（Robotech.com）のウェブマスターであるスティーブ・ユン（Steve Yun）で、トミーは二次的な攻撃目標であった。
パイ投げの後に、ユンによって皮肉と受け取られる彼ら兄弟両名の写真撮影の為に、カメラ目線でポーズをとる前に、ユンはパイ皿を拾って、シラーに「お返し」をした。
この事件の後、シラーはアニメ・エキスポから永久追放された。

## 映像作品目録
- ロボテック:シャドウ・クロニクル（影の年代記）（Robotech: The Shadow Chronicles（2006年） - 監督
- ロボテック・シリーズ三部作:デジタル・リマスター拡張編集版（エクステンド・エディション）（Robotech: Remastered Extended Edition）（2003年） - 新規オープニング・フィルム製作と、各話の題字（エピソード・タイトル）
- Gen¹³（2000年） - オープニング・アニメーション

## テレビゲーム作品（未発売除く）
- ロボテック：侵略（Robotech: Invasion）（2004年） - プロデューサー
- ロボテック：バトルクライ）。[注釈 1]（Robotech: Battlecry）（2002年） - プロデューサー、キャラクターデザイン
- 熟練職人プロジェクト 3：時の遺産（The Journeyman Project 3: Legacy of Time）（1998年） - クリエイティブ・ディレクター、コンセプト・デザイン（概念設計）
- 熟練職人プロジェクト:極上のペガサス（天馬）/（The Journeyman Project: Pegasus Prime）（1997年） - コンセプト・デザイン（概念設計）、特殊効果（VFX）
- FX ファイター（1995年） - キャラクターデザイン
- 熟練職人プロジェクト（The Journeyman Project）（1992年） - コンセプト・デザイン（概念設計）

## 著書目録
- 星界から（Robotech: From the Stars）
- ロボテック:シャドウ・クロニクル（影の年代記）の美術（The Art of Robotech: The Shadow Chronicles）（2007年）
- シャドウ・クロニクル（影の年代記）へ序曲（Robotech: Prelude to the Shadow Chronicles）（2005年–2006年） - ストーリー
- 侵略（Robotech: Invasion）（2004年） - ストーリー、表紙絵
- 星界から（Robotech/Robotech: From the Stars）（2002年–2003年） - ストーリー、表紙絵
- デンジャー・ガール:カミカゼ（Danger Girl: Kamikaze）（2001年） - ストーリー、本編作画
- 覆面レーサーX（Racer X）（2000年） - ストーリー、表紙絵
- スーパーマン（Superman） Y2K（2000年） - コンピュータグラフィックス（CG）作画
- スピードレーサー（Speed Racer）/スピードレーサー：天性のレーサー（Speed Racer: Born to Race）（1999年–2000年） - ストーリー、描画
- バスター・ザ・アメージング・ベアー（Buster the Amazing Bear）（1992年–1995年） - ストーリー、本編作画

## 受賞
- 今月の一冊 - 1999年8月ウィザード・マガジン（Wizard Magazine） (スピードレーサー)
- 特選賞：技術的で創造的な優秀性 - 1997年ニューメディア・インヴィジョン（挑戦）賞(ジャーニーマン（熟練職人）・プロジェクト3)
- 金メダル：最優秀総合デザイン、アニメーション - 1997年ニューメディア・インヴィジョン（挑戦）賞(ジャーニーマン（熟練職人）・プロジェクト3)
- 銀メダル：最優秀アニメーション、グラフィックス - 1996年ニューメディア・インヴィジョン（挑戦）賞(ジャーニーマン（熟練職人）・プロジェクト：極上のペガサス)
- 最終候補作：最良アクション/アーケード・ゲーム・ソフトウェア・プログラム - 1996年コーディ賞（Codie award） (FX ファイター)
- 金メダル：最良アニメーション、グラフィックス - 1993年ニューメディア・インヴィジョン（挑戦）賞(ジャーニーマン（熟練職人）・プロジェクト)
- 銅メダル：最良プロダクション・デザイン（メカニカルデザイン） - 1993年ニューメディア・インヴィジョン（挑戦）賞(ジャーニーマン（熟練職人）・プロジェクト)
- 最優秀賞 - 1991年社会に於ける目新しいデザイン賞（Society for News Design） (オレンジ郡レジスタ（Orange County Register）)
- 1位入賞：最優秀グラフィックス - 1990年カリフォルニア新聞出版者協会 (UCLA・デイリー・ブルーイン（Daily Bruin）学生新聞)
- 2位入賞：最優秀グラフィックス - 1990年カリフォルニア新聞出版者協会 (UCLA・デイリー・ブルーイン（Daily Bruin）学生新聞)